# Saint-Silvain-Bellegarde
Saint-Silvain-Bellegarde é uma comuna francesa na região administrativa da Nova Aquitânia, no departamento de Creuse. Estende-se por uma área de 20,85 km². Em 2010 a comuna tinha 217 habitantes (densidade: 10,4 hab./km²).